# Adrienne Koutouan
Adrienne Ako Anomgbo Koutouan (1969) es una comediante y actriz marfileña.

## Biografía
Koutouan es miembro del pueblo Tchaman y nació en Abobo-Té, un pueblo en el municipio de Abobo cerca de Abiyán. Inició su carrera en la década de 1980, en la compañía de teatro "Fétiche éburnéen". En 1986, fue nombrada Mejor Bailarina del ballet de Costa de Marfil.
Ha sido premiada en distintas categorías, incluida la de mejor interpretación femenina del Festival Namur en Bélgica 1998, mejor interpretación femenina del Festival M-Net en Johannesburgo 1999 y mejor actriz africana del festival Pabbah en Nigeria 2002. En 2006, recibió el premio Gold Standard del Festival Panafricano de Cine y Televisión de Uagadugú por su actuación en la serie Quand les éléphants se battent. Es conocida en su país por su papel de Rosalie en la serie Faut pas fâcher. En 2008, interpretó a Infirmière Antoinette en Dr. Boris junto a Ahmed Souaney.
El 14 de abril de 2019, fue honrada en una ceremonia por su trigésimo año como actriz, en la que recibió varios distinciones del gobierno. Alcanzó el grado de oficial en la Orden del Mérito Cultural, por el Ministerio de Cultura y Francofonía.

## Filmografía parcial
- 1993: Faut pas fâcher (Serie de televisión)
- 1994: Wariko, le gros lot como vecina curiosa[7]
- 1998: Lucy's Revenge como Albertine[8]
- 2000: Je m'appelle Fargass
- 2005: Quand les éléphants se battent (Serie de televisión)
- 2005: Caramel como Maria
- 2007: Danger permanent
- 2008: Dr. Boris (Serie de televisión) como Infirmière Antoinette